# Isleta Pueblo

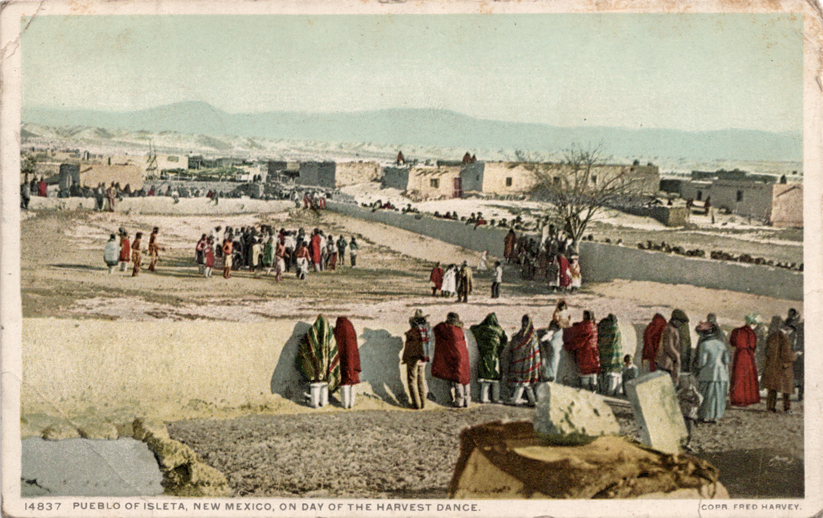
Skördedans i Isleta Pueblo cirka 1910.

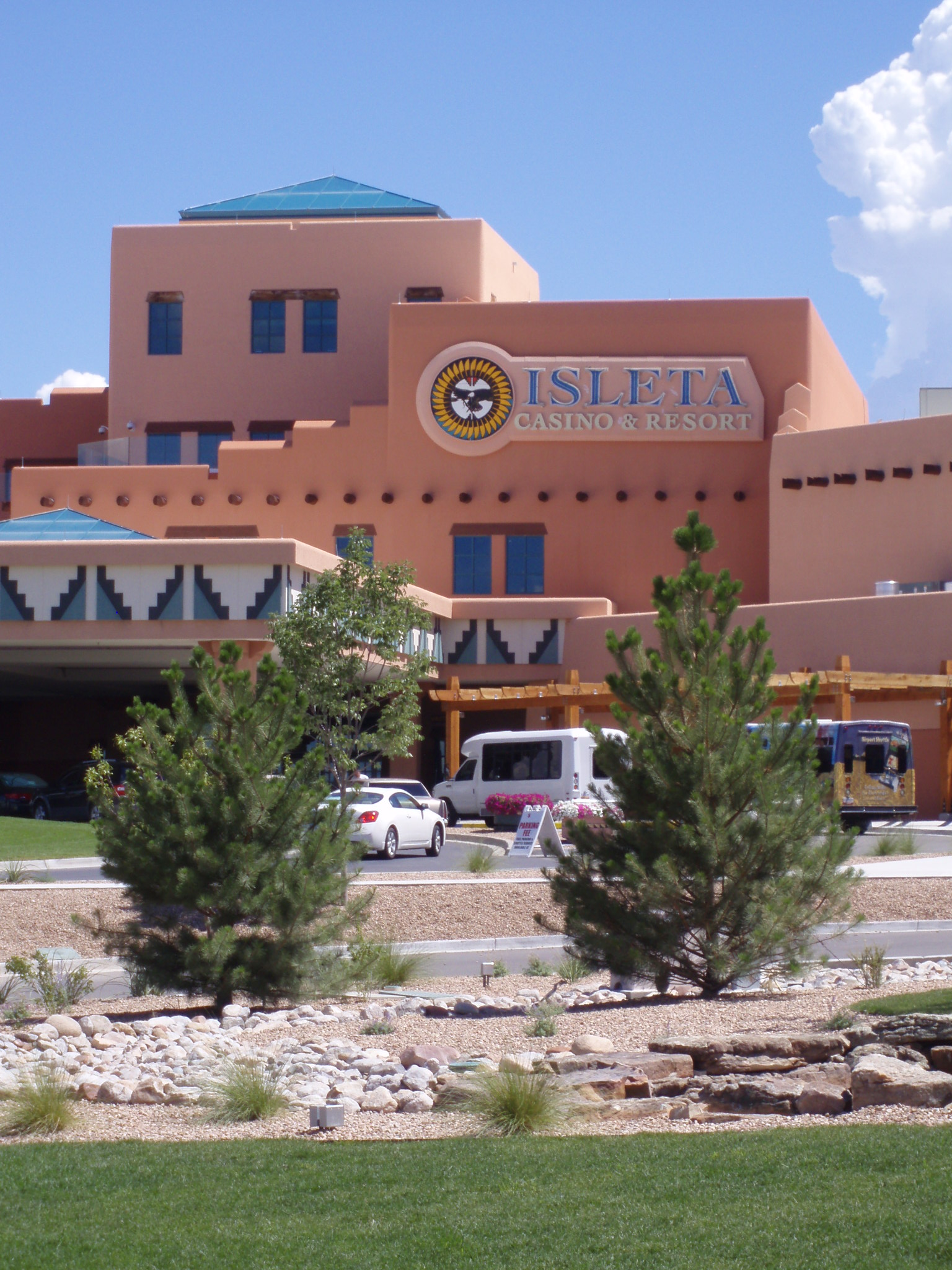
Det moderna kasino som ägs av Isleta Pueblo.

Isleta Pueblo är en puebloindiansk bosättning vilken grundlades på 1300-talet och är belägen i Rio Grandeflodens dalgång ca 21 km söder om Albuquerque. Förutom huvudbosättningen, kallad San Augustín på spanska, finns det två små ikringliggande jordbruksbyar, Oraibi och Chicale. 

## Etnicitet och språk
De sydliga Tiwaindianer som bebor denna pueblo talar en dialekt av sydlig Tiwa, som är en varietet av Tiwa, ett språk tillhörigt språkfamiljen kiowa-tanoan. På spanska kallas folket och språket Tigua. De är den grupp av sydliga Tiwaindianer som bäst har bibehållit sin traditionella kultur. Namnet Isleta är spanska och är diminutiv form av ordet för ö. Det gavs av spanjorerna därför att den ursprungliga bosättningen var belägen på en udde som stack ut i Rio Grande. Tiwaindianernas eget namn var Shiewhibak.

## Historia
Shiewhibak besöktes första gången av européer 1540 när Francisco Vásquez de Coronado passerade. Den franciskanska missionsstationen San Agustín de la Isleta  grundades 1612. Vid tiden för pueblorevolten 1680 hade befolkningen ökat till närmare 2 000 personer på grund av inflyttning från ikringliggande pueblos som hotades av apacher. Under revolten brändes pueblon och de flesta invånarna flydde till El Paso eller till Hopiindianerna i nuvarande Arizona. Många stannade kvar vid El Pason, där en ny pueblo, Ysleta del Sur Pueblo grundades. Omkring 1710 återflyttade många Tiwa till Isleta och en ny missionsstation grundades. På 1780-talet dog närmare en tredjedel av befolkningen i smittkoppor.
Isleta Pueblons mark konsoliderades och garanterades av den spanska kronan och bekräftades sedan Mexiko blivit självständigt 1821. När New Mexico blev en delstat 1912 blev de grunden för det indianreservat som finns idag. Reservatet är ungefär 1 200 kvadratkilometer stort och beläget mellan de två mest tätbefolkade områdena i New Mexico.

## Modern utveckling
Idag driver pueblon ett flertal företag i turist- och nöjesbranschen, bland annat ett kasino. Vid folkräkningen 2000 rapporterade 4 421 människor att de räknade de sig som helt eller delvis tillhörande Tiwa från Isleta.